# Macías
 (août 2019).
Santiago Macías est un troubadour galicien du XIVe siècle (entre 1340 et 1370 environ), probablement originaire de Padrón. Il est mieux connu sous le nom de El Enamorado pour ses relations avec une dame de haut rang, et dont l'aventure a inspiré des écrivains dont Lope de Vega.
Il appartient à ce que l’on appelle l’école galicienne-castillane, et ses œuvres sont compilées dans le Cancionero de Baena (en).

## Biographie

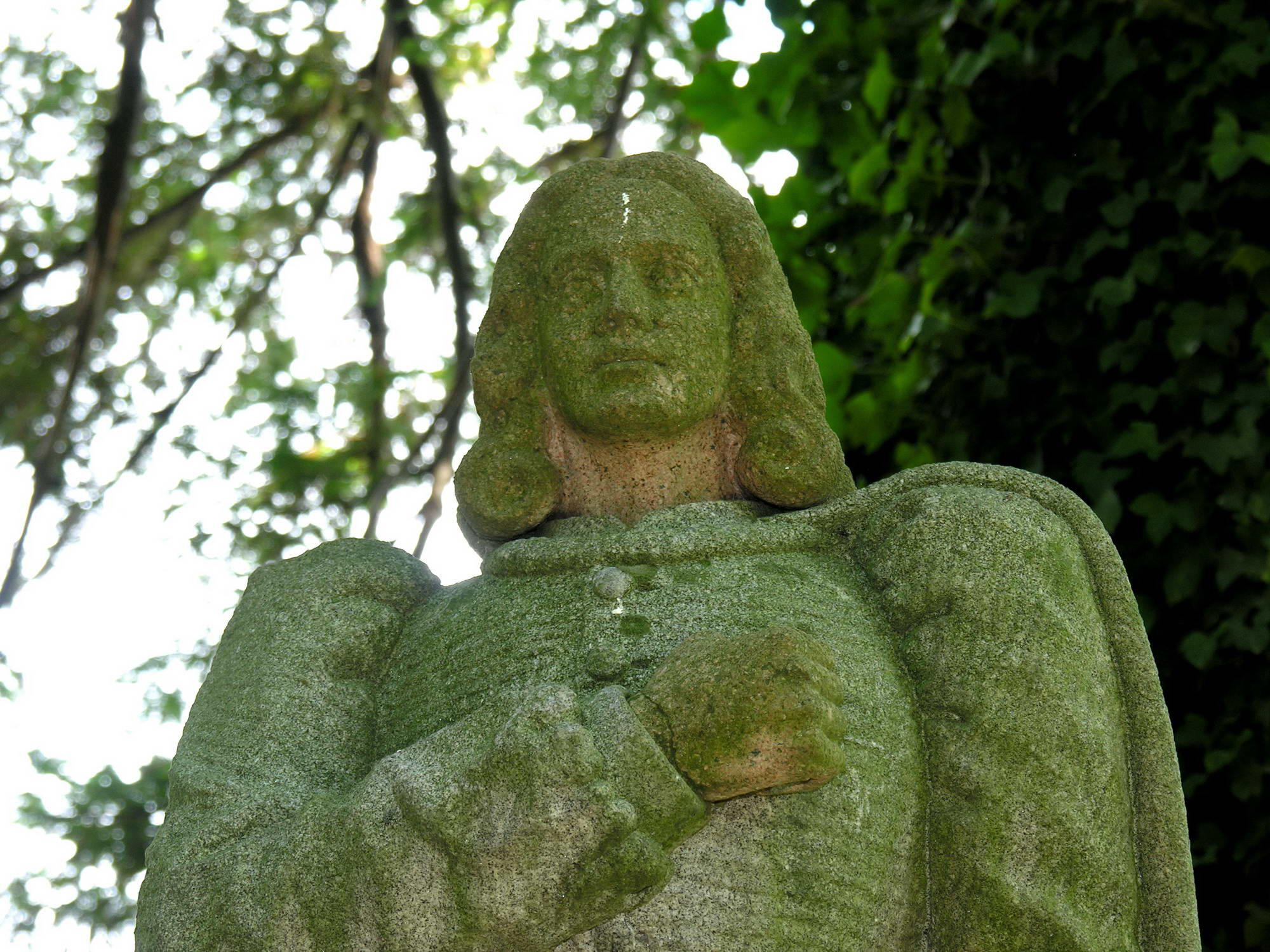
Statue de Macías à Padrón.

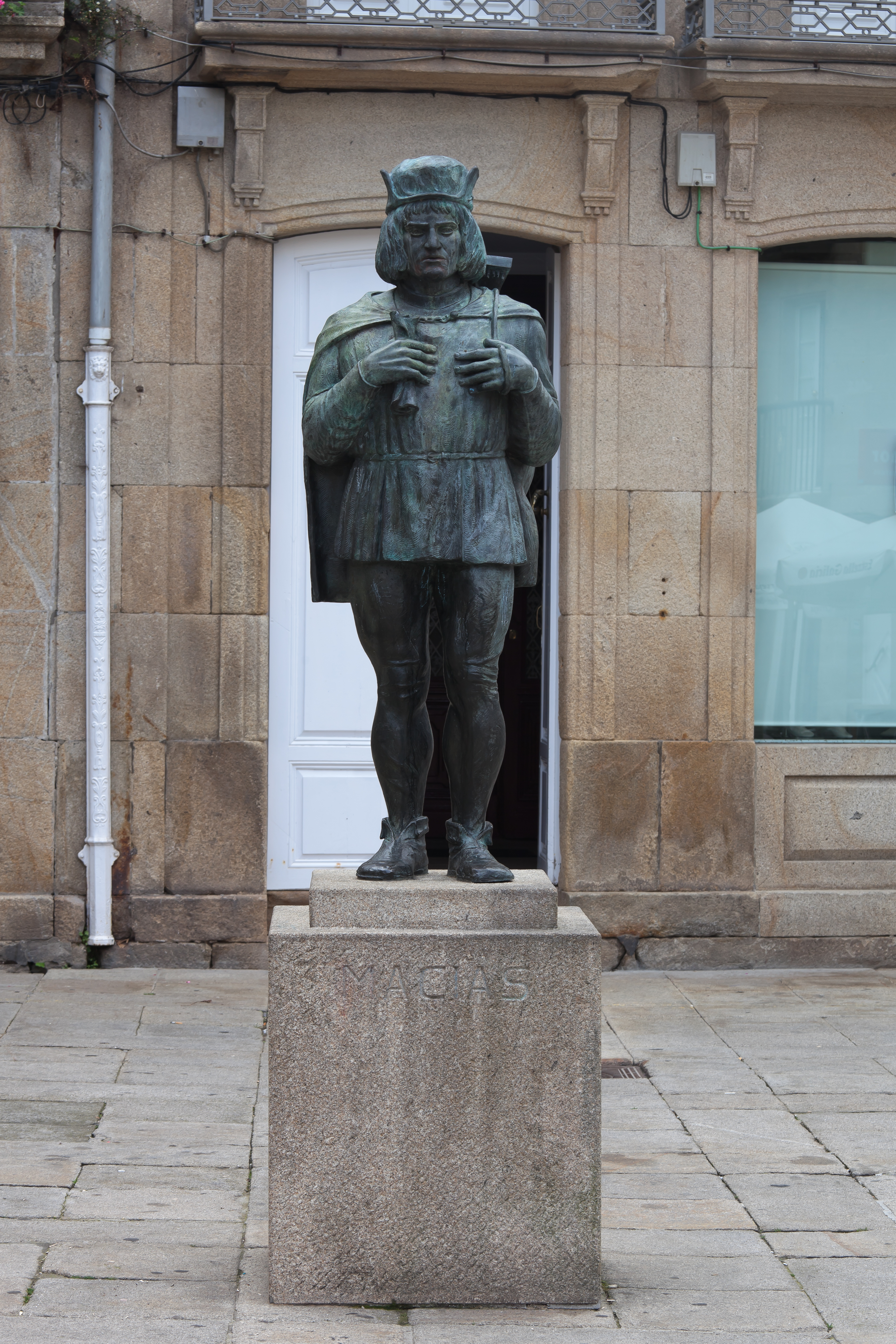

Sa vie est mal connue. Juan Rodríguez de la Cámara qui fut son successeur et son compatriote a établi qu’il était originaire de Galice. H. A. Rennert a déterminé l’époque où il a vécu en se fondant sur un certain nombre de références, dont la plus ancienne et la plus importante est une lettre de 1449 du marquis de Santillane à Dom Pedro, connétable du Portugal. Dans cette lettre, le marquis mentionne Macías comme un contemporain de deux poètes de la fin du XIVe siècle, Basco Pérez de Camoes et Ferrant Casquiçio. Dans les Annales ecclésiastiques de Jaén Don Martín de Ximena y Jurado indique le lieu où Macías repose probablement, l’église du château de Santa Catalina à Arjonilla, une ville proche de Jaén.

## Œuvre
Cinq poèmes (ou cantigas) du Cancionero de Baena de 1445 sont attribués à Macías mais il serait vraisemblablement l'auteur de seize autres. 